# Allgäuland-Käsereien
Die Allgäuland-Käsereien GmbH waren von 1901 bis 2011 ein milchverarbeitendes Unternehmen mit Sitz in Ahegg, einem Weiler von Wangen im Allgäu. 2011 wurde das Unternehmen von Arla Foods übernommen und handelte bis 2014 als Arla Foods Käsereien GmbH. 2014 wurde der Sitz von Wangen nach Sonthofen verlegt.

## Geschichte und heutige Struktur

### Ausgangslage
1901, im Gründungsjahr des Betriebes, betrug der Milchpreis zwischen sechs und acht Pfennig pro Liter. Damit deckte er nicht die Selbstkosten der Milchbauern. Hugo Farny, der Vater des späteren Reichstagsabgeordneten Oskar Farny, forderte die Bauern im württembergischen Allgäu zur Selbsthilfe auf. Das Ergebnis der Überlegungen waren die Vereinigten Käsereien des Württembergischen Allgäus Dürren, kurz VKD genannt.

### VKD
Die Bauern nahmen die Verarbeitung der Milch und den Vertrieb der hergestellten Produkte in die eigene Hand und Verantwortung. Bald betrug der Milchpreis 13,3 Pfennig. Die Genossenschaft setzte sich das Ziel, höchstmögliche Qualität zu produzieren. Es wurden ein Labor eingerichtet und Qualitätskontrollen in den Ställen und Sennereien eingeführt. Der Spezialkäse der VKD namens Allgäuer Emmentaler wurde zum Qualitätsbegriff und Ende der Zwanziger Jahre galt die VKD als größter Erzeuger von Emmentaler Käse der Republik. Parallel dazu begann man zunehmend zu exportieren, sowohl in die Käseländer Italien und Frankreich als auch in die USA. Nach dem Zweiten Weltkrieg wuchsen durch den Zusammenschluss mit kleineren Käsereien aus dem privaten Bereich wirtschaftlich arbeitende Käsereibetriebe.

### Allgäuland-Käsereien

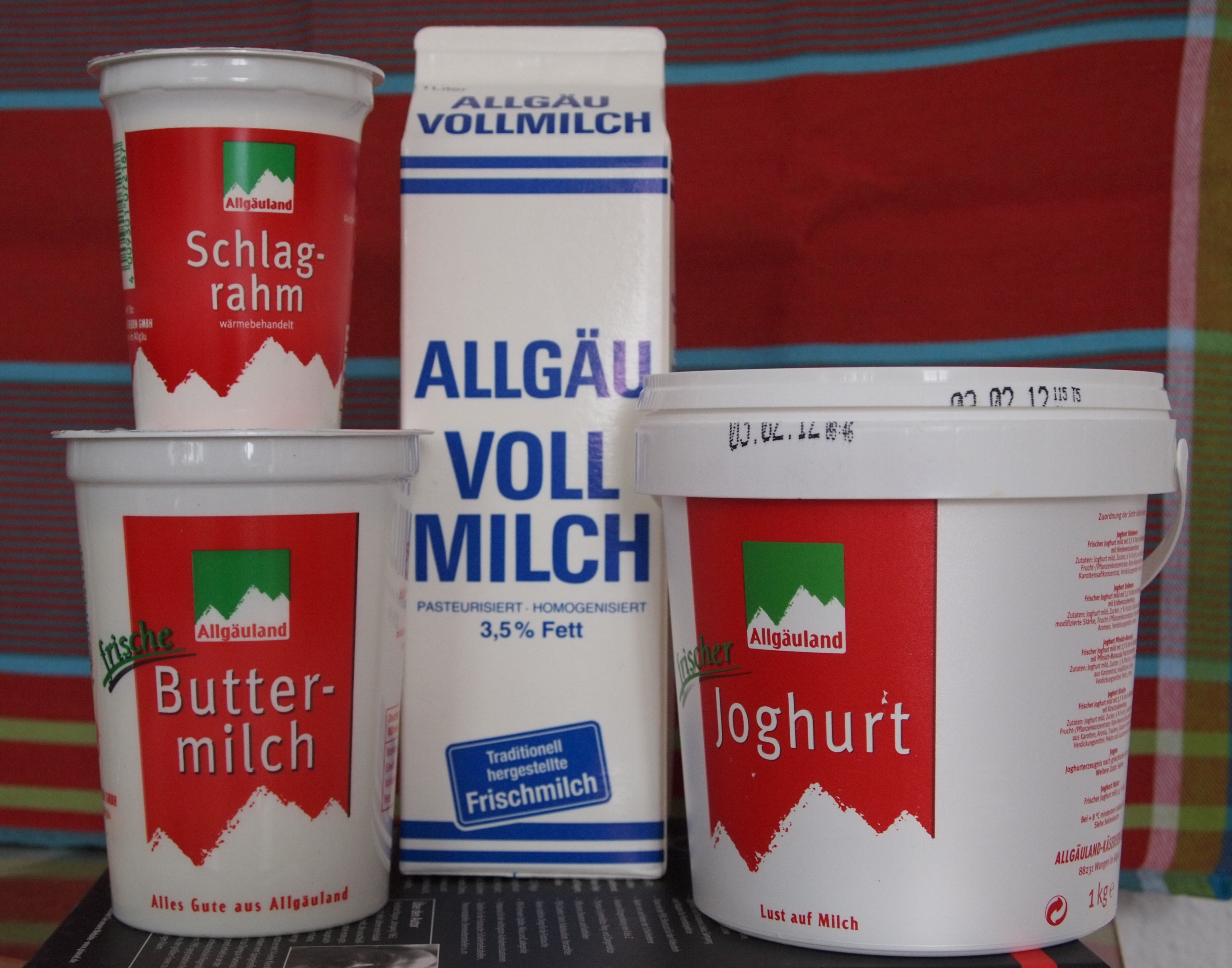
Produkte der 2012 eingestellten „weißen Linie“ der Allgäuland-Käsereien GmbH

1988 wurde aus der VKD die Allgäuland-Käsereien GmbH. Mit Allgäuland und Bergbauern wurden innovative Produkte und Spezialitäten entwickelt, darunter auch eine der ersten Reibkäsemischungen überhaupt. Die Allgäuland-Käsereien GmbH arbeitet gemäß dem Qualitätsmanagementsystem DIN EN ISO 9002. Im Rahmen des Umweltmanagementsystems wurden die Betriebe Kisslegg und Schönau (Grünenbach) nach DIN EN ISO 14001 zertifiziert. Aus einer regional verwurzelten Genossenschaftsmolkerei entstand so ein heute international tätiges Unternehmen mit im Branchenvergleich überdurchschnittlichen Wachstumsraten. Die Allgäuland-Käsereien rangieren heute unter den 15 größten deutschen Milchverarbeitungsunternehmen. Größter Absatzschwerpunkt ist der Bereich Discounter-Handelsketten. 2009 beschäftigte das Unternehmen 386 Personen, davon 40 Auszubildende. Mit 2.986 Milchlieferanten, einer Jahresmilchmenge von 589 Millionen Kilogramm und ca. 33.600 t Käse incl. Schmelzkäse wurde ein Jahresumsatz von 403 Millionen Euro erzielt. Innerhalb der letzten 10 Jahre wurde der Umsatz verzehnfacht.
Im Jahre 2010 wurden die Betriebe an den Standorten Augsburg, Tübingen und Dettingen geschlossen. Ein Jahr später zeigte Arla Foods Interesse an der Übernahme der Firma. Am 8. November 2011 wurde die geplante Übernahme von Allgäuland durch Arla von der EU-Kommission im Rahmen ihrer Fusionskontrolle genehmigt. Neben den Allgäuland-Käsereien GmbH betrifft die Übernahme die AL Dienstleistungs-GmbH und alle Tochtergesellschaften. Am 14. November 2011 wurde bei einer Betriebsversammlung bekannt gegeben, dass das Riedlinger Milchwerk im ersten Halbjahr 2012 geschlossen wird, 110 Arbeitsplätze fallen weg. Geschäftsführer Paul Ritter wurde freigestellt. Das Geschäftsguthaben der Milchbauern verringerte sich um 15 Mio. Euro. Neuer Vorstandsvorsitzender wurde Torben Olsen, der auch Vorstandsvorsitzender von Arla Foods Deutschland GmbH, der Deutschland-Zentrale Arlas, ist. Der Eigentümer stellte zum 31. Januar 2012 die „weiße Linie“ (Frischmilch, Sahne, Jogurt etc.) ein. In allen Allgäuland-Molkereien wird seither nur noch Käse („gelbe Linie“) produziert.

## Beteiligungen
Die Allgäuland-Käsereien GmbH hielt Beteiligungen an anderen Unternehmen:
- Mit der Bayernland eG aus Nürnberg besteht das 50/50-Gemeinschaftsunternehmen Bergland Naturkäse GmbH (Sitz Lindenberg im Allgäu, Veterinärnummer BY 7125).
- An der Molkerei-Zentrale Südwest eG (MZ Südwest) in Karlsruhe werden 99 % der Anteile gehalten. Die MZ Südwest wiederum hält Anteile an der Martin Sengele SA mit Sitz in Muhlbach-sur-Munster (Großhandel mit Milchprodukten, Eiern, Ölen, Fetten), der Team-Pack GmbH (Karlsruhe; Verpackung von Käse, Obst und Gemüse) und der SOTO Tofu GmbH (Sitz: Wangen; Produktion und Vermarktung von Tofu-Produkten). Die MZ Südwest Alsace S.a.r.l. mit Sitz in Hœrdt vermarktet und vertreibt Produkte der Allgäuland-Käsereien GmbH in Frankreich.
- Die 100%ige Tochtergesellschaft Allgäuland-Käsereien Beteiligungs-GmbH hält gemeinsam mit der Morinaga Milk Industry Co. Ltd., Tokio, eine Kreuzbeteiligung an ihrer Gesellschafterin Milei GmbH in Leutkirch (industrielle Molke- und Milchprodukte).
- Darüber hinaus betreibt Allgäuland über die in Sonthofen ansässige Vertriebs-Tochtergesellschaft Allgäuland Frische GmbH (bis 2006 Frischdienst Allgäu GmbH) zwei Frischdienst-Lager in Kempten (Allgäu) und Augsburg, von denen aus Gastronomie, Großverbraucher, Käsehandelsbetriebe und Lebensmittelketten beliefert werden, sowie bei ihren Betrieben mehrere Verkaufsstellen, in denen auch Produkte von Mitbewerbern verkauft werden.
- Über die ALDA GmbH mit Sitz in Leutkirch werden italienische Käsespezialitäten produziert und national wie international vermarktet.
- Mit der Molkereigenossenschaft Unterdettingen eG besteht ein Geschäftsbesorgungsvertrag.

## Ehemalige Gesellschafterstruktur
Zum 31. Dezember 2006 hielten folgende Gesellschafter Anteile am Stammkapital der Allgäuland-Käsereien GmbH:
| Gesellschafter                                            | in Mio. € | in %   |
| --------------------------------------------------------- | --------- | ------ |
| Allgäuland Käsereien eG, Leutkirch                        | 07,67     | 024,03 |
| Allgäuer Bergbauern-Milch Sonthofen-Grünenbach-Schönau eG | 07,67     | 024,03 |
| Milchwerk Donau-Alb eG, Riedlingen                        | 07,67     | 024,03 |
| Milchwerke Bad Wörishofen eG                              | 04,6      | 014,41 |
| Central-Molkerei Augsburg eG                              | 02,0      | 006,28 |
| Butterwerk Langenau eG                                    | 01,381    | 004,33 |
| Milei GmbH, Leutkirch                                     | 00,696    | 002,18 |
| Allgäuer Emmentalerkäserei Wangen-Leupolz eG              | 00,225    | 000,71 |
| Summe                                                     | 31,912    | 100    |

Am 13. September 2011 haben die Gesellschafter der Allgäuland-Käsereien dem Verkauf an die Arla Foods Deutschland zugestimmt. Nach einer juristischen Prüfung sowie einer Freigabe durch die Kartellbehörden der Europäischen Union wurde die Übernahme der Anteile am 8. November 2011 rechtswirksam.

## Exportproduktmarken
Fast drei Viertel des Exports der Allgäulander Käsereien verblieben in der Europäischen Union und verteilten sich auf drei Exportprodukte:

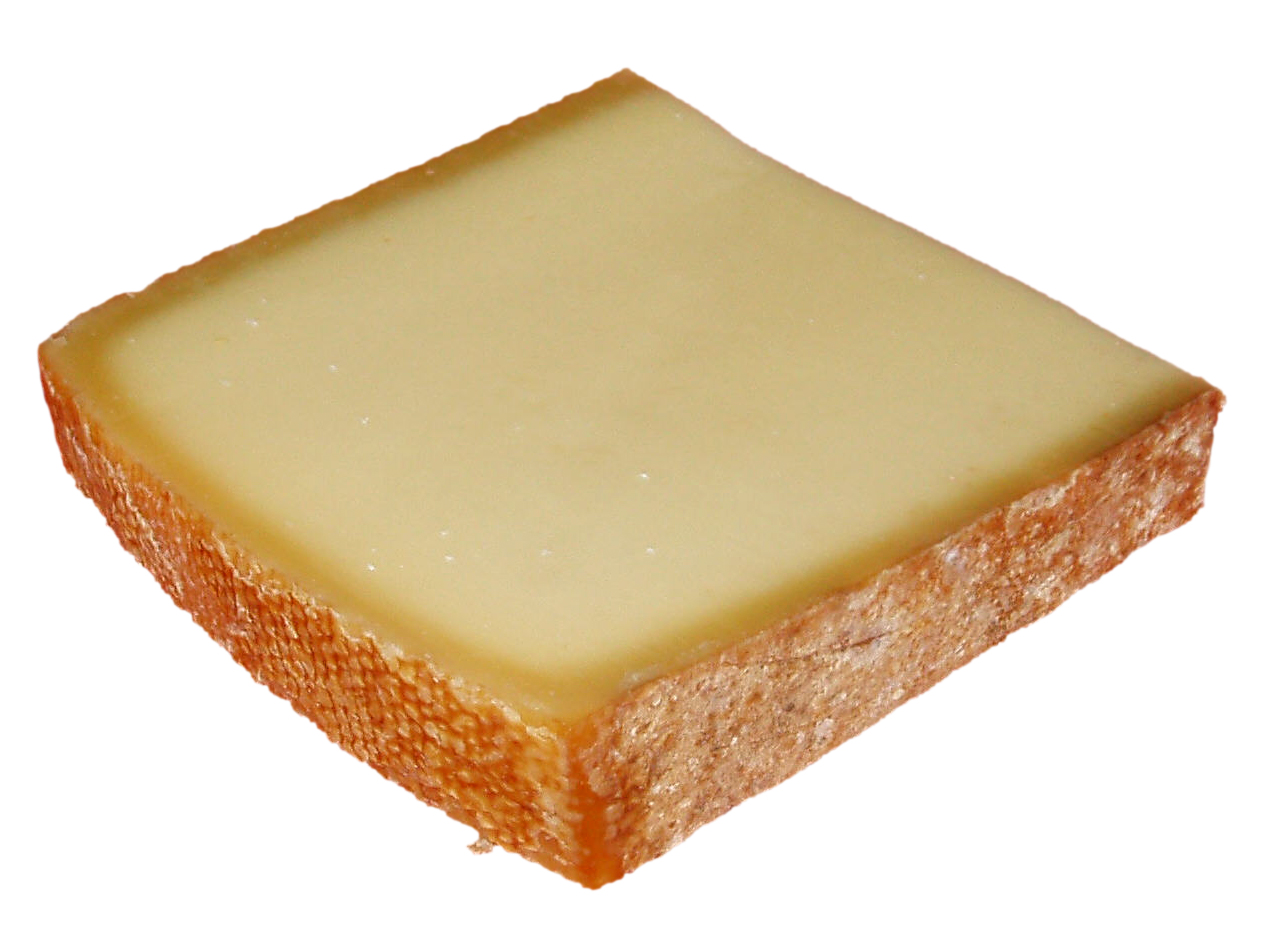
Allgäuer Käse

| Land         | Prozent |
| ------------ | ------- |
| Italien      | 044     |
| Frankreich   | 031     |
| Russ. Föder. | 005     |
| Niederlande  | 004     |
| Österreich   | 004     |
| USA          | 003     |
| Belgien      | 003     |
| Sonstige     | 006     |
| Summe        | 100     |

| Marken für den Export |
| --------------------- |
| „Allgäuland“          |
| „Bergbauern“          |
| „Allgäuland Bio“      |

## Verarbeitungsbetriebe und Sennereien
Es existierten noch weitere Produktionsstätten und Sennereien:
| Verarbeitungsbetriebe                                  |
| ------------------------------------------------------ |
| Augsburg (BY 707)                                      |
| Bad Wörishofen (BY 703)                                |
| Kißlegg-Zaisenhofen (BW 322), im Februar 2016 verkauft |
| Leutkirch im Allgäu (BW 112)                           |
| Riedlingen (BW 020)                                    |
| Sonthofen (BY 710)                                     |
| Tübingen (BW 046)                                      |

| Sennereien              |
| ----------------------- |
| Böserscheidegg (BY 761) |
| Wertach (BY 772)        |